# Ролекс
Ролекс (Rolex) е компания, производител на часовници, регистрирана в Женева, Швейцария.
Компанията е създадена през 1905 г. Произвежда високо качество луксозни часовници, чиято цена варира между $6500 и $75 000.
Носенето им се счита за доказателство за принадлежност към висшите класи на обществото.

## Модели
- Air-King
- Date
- Datejust
- Datejust II
- Datejust Turn-O-Graph
- Lady Datejust Pearlmaster
- Daytona
- Day-Date
- Day-Date II
- Day-Date Oyster Perpetual
- Explorer
- Explorer II
- GMT Master II
- Masterpiece
- Milgauss
- Oysterquartz
- Sea Dweller
- Sea Dweller DeepSea
- Submariner
- Yacht-Master
- Yacht-Master II
- Quartz Ladies
- Quartz Mens
- Cellinium
- Cestello Ladies
- Cestello Mens
- Danaos Mens
- Prince